# Henk Zeevalking

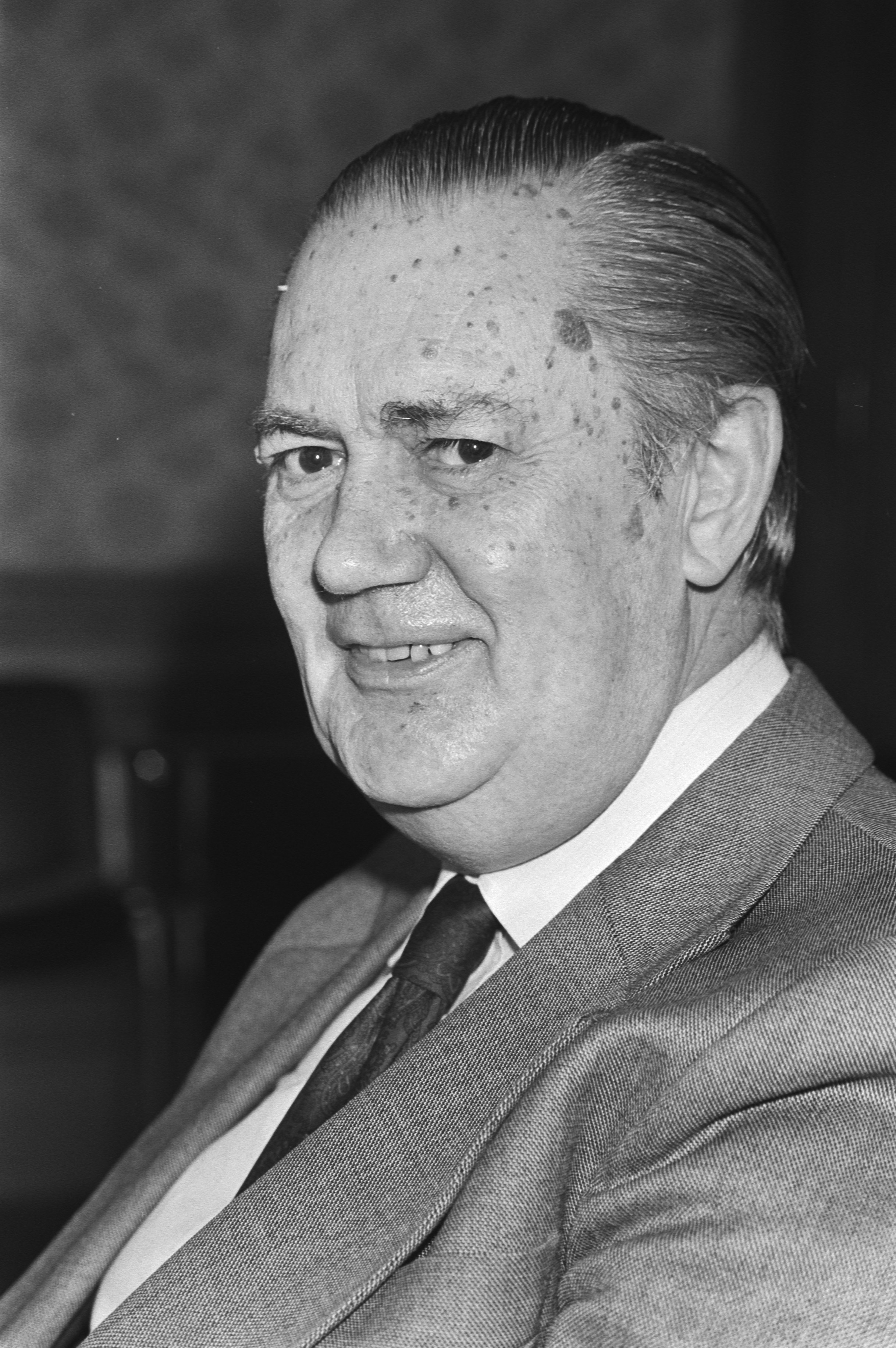
Henk Zeevalking

Hendrik Jan (Henk) Zeevalking (* 7. Juni 1922 in Laag-Keppel; † 23. Februar 2005 in Delft) war ein niederländischer Politiker der Democraten 66 (D66).

## Leben
Zeevalking, der in Utrecht Jura studierte, wurde bereits in jungen Jahren politisch aktiv. So gehörte er der Freisinnig-Demokratischen Jugendvereinigung an und war von 1947 bis 1949 Mitglied des Niederländischen Studentenrats. Später schloss er sich der „Volkspartij voor Vrijheid en Democratie“ (VVD) an. 1966 verließ er diese Partei und gehörte zu den Mitbegründern der „Democraten 66“ (D66). Vom Oktober 1979 bis zum September 1981 war er Vorsitzender der D66. 1970 bis 1975 gehörte er für sie dem Gemeinderat von Utrecht an, von 1970 bis 1974 auch als Beigeordneter. Von Juni 1975 bis September 1977 war er Staatssekretär im Justizministerium. 1977 bis 1979 war er als Abgeordneter der D66 Mitglied der Tweede Kamer, des niederländischen Parlaments. Von Januar 1979 bis September 1981 fungierte er als Bürgermeister der Stadt Rijswijk. Am 11. September 1981 wurde er zum Minister für Verkehr und Wasserwirtschaft (im Kabinett van Agt II) ernannt; dieses Amt hatte er bis zum 4. November 1982 inne.
Damit endete seine politische Karriere im engeren Sinne; in den folgenden Jahren übte Zeevalking verschiedene Ämter im Stiftungswesen und Hochschulbereich aus; er gehörte z. B. mehrere Jahre dem Leitungsgremium der TU Delft an. Neben der Politik engagierte er sich u. a. für das Amateurtheater und die Freimaurerei.